# Édouard André
Édouard François André (Bourges, 17 luglio 1840 – La Croix-en-Touraine, 25 ottobre 1911) è stato un architetto del paesaggio e botanico francese, famoso per la progettazione di parchi cittadini e spazi pubblici a Monte Carlo e Montevideo.

## Biografia
André nacque in una famiglia di vivaisti a Bourges. All'età di vent'anni, partecipò alla riprogettazione della città di Parigi, in collaborazione con Jean-Charles Adolphe Alphand e Georges-Eugène Haussmann. Fu nominato capo giardiniere (Jardinier Principal) di Parigi. Durante otto anni di servizio pubblico progettò molti spazi pubblici, tra cui il Parc des Buttes Chaumont e i Giardini delle Tuileries. La sua carriera internazionale iniziò nel 1866, quando vinse il concorso per la progettazione del Sefton Park a Liverpool.
André progettò circa un centinaio di parchi paesaggistici pubblici e privati, principalmente in Europa. Tra i più famosi, oltre al Sefton Park, vi sono il parco del castello di Lussemburgo, il giardino di Funchal a Madeira, il giardino del castello di Weldham a Markelo, il parco pubblico di Cognac e i giardini di Villa Borghese.
Édouard André fu il successore di Charles Antoine Lemaire come editore de L'Illustration Horticole nel 1870.